# Andrea Sestini Hlaváčková
Andrea Sestini Hlaváčková (ur. 10 sierpnia 1986 w Pilźnie) – czeska tenisistka, srebrna medalistka Letnich Igrzysk Olimpijskich 2012 w grze podwójnej, zdobywczyni Pucharu Federacji 2012 i 2014 wraz z drużyną Czech, triumfatorka wielkoszlemowych French Open 2011 i US Open 2013 w grze podwójnej kobiet oraz US Open 2013 w grze mieszanej, mistrzyni deblowa WTA Finals 2017.

## Kariera tenisowa
W 2005 roku zadebiutowała profesjonalnej w imprezie zawodowej, grając z dziką kartą w Pradze. Przegrała z rodaczką Ivetą Benešovą 7:5, 3:6, 4:6. W kwietniu 2007 roku przegrała w drugiej rundzie turnieju ITF w Torrent z Martą Domachowską.
W grze pojedynczej osiągnęła jeden finał w zawodach WTA Tour – w lipcu 2013 roku w finale turnieju w Bad Gastein uległa Yvonne Meusburger wynikiem 5:7, 2:6.
W swojej karierze odnotowała czternaście zwycięstw w grze podwójnej w turniejach WTA Tour – jedno z Petrą Cetkovską w Pradze, jedenaście z Lucie Hradecką (w Pradze, w Brisbane, dwukrotnie w Bad Gastein, w Auckland, w Memphis, w Cincinnati, w Luksemburgu, w Budapeszcie oraz podczas French Open i US Open) oraz po jednym z Renatą Voráčovą (w Fezie) i Galiną Woskobojewą (w Brukseli). Osiągała także dziewięć finałów, w których została pokonana.
Wraz z Lucie Hradecką wygrała wielkoszlemowy French Open w 2011 roku, pokonując w finale Sanię Mirzę i Jelenę Wiesninę wynikiem 6:4, 6:3.
W sezonie 2012 razem z Hradecką znalazła się w finale Wimbledonu, a następnie zdobyła srebrny medal igrzysk w Londynie w grze podwójnej, ulegając w obu spotkaniach finałowych siostrom Serenie i Venus Williams. Na US Open para awansowała do finału, przegrywając z Sarą Errani oraz Robertą Vinci. W kończącej sezon rywalizacji podczas Mistrzostw WTA Czeszki zostały pokonane przez parę Marija Kirilenko–Nadieżda Pietrowa.
W 2013 roku wraz z Maksem Mirnym triumfowała w rywalizacji mikstowej podczas wielkoszlemowego US Open, wygrywając z Abigail Spears i Santiago Gonzálezem 7:6(5), 6:3. W tym samym turnieju zwyciężyła w rozgrywkach deblowych. Wspólnie z Lucie Hradecką pokonały parę Ashleigh Barty–Casey Dellacqua 6:7(4), 1:6, 6:4.
W roku 2016 największym sukcesem Czeszki był awans do finału wielkoszlemowego Australian Open w grze podwójnej. Grając z Lucie Hradecką uległy parze Hingis-Mirza 6:7(1), 3:6.
W 2017 roku powtórzyła sukces z roku ubiegłego i ponownie dotarła do finału Australian Open. Tym razem partnerką tenisistki była Peng Shuai.

## Historia występów wielkoszlemowych
Legenda
     W, wygrany turniej
     F, przegrana w finale
     SF, przegrana w półfinale
     QF, przegrana w ćwierćfinale
     xR, przegrana w x rundzie
     A, brak startu

### Występy w grze pojedynczej
| Australian Open        | A   | A   | A   | A   | A   | A   | A   | A   | 2R  | 1R | 1R  | Q2  | Q2  | Q1  | A   | A   | 0 / 3  | 1 – 3  |  |  |  |  |  |  |  |  |
| French Open            | A   | A   | A   | A   | A   | A   | A   | A   | 1R  | Q2 | 1R  | Q1  | 1R  | Q2  | A   | A   | 0 / 3  | 0 – 3  |  |  |  |  |  |  |  |  |
| Wimbledon              | A   | A   | A   | A   | A   | A   | A   | 2R  | 2R  | 2R | 1R  | 1R  | Q1  | Q3  | A   | A   | 0 / 5  | 3 – 5  |  |  |  |  |  |  |  |  |
| US Open                | A   | A   | A   | A   | A   | A   | A   | A   | Q3  | 4R | Q3  | Q2  | Q1  | A   | A   | A   | 0 / 1  | 3 – 1  |  |  |  |  |  |  |  |  |
|                        |     |     |     |     |     |     |     |     |     |    |     |     |     |     |     |     |        |        |  |  |  |  |  |  |  |  |
| Ranking na koniec roku | 686 | 443 | 341 | 226 | 238 | 227 | 158 | 106 | 112 | 65 | 134 | 169 | 155 | 271 | 473 | 721 | 0 / 12 | 7 – 12 |  |  |  |  |  |  |  |  |

### Występy w grze podwójnej
| Australian Open        | A | A   | A   | A   | A  | A  | 2R | 3R | 2R | SF | 2R | QF | 3R | F  | F  | QF | 0 / 10 | 27 – 10  |  |  |  |  |  |  |  |  |  |
| French Open            | A | A   | A   | A   | A  | A  | 1R | 3R | W  | SF | SF | 1R | SF | QF | 2R | SF | 1 / 10 | 28 – 9   |  |  |  |  |  |  |  |  |  |
| Wimbledon              | A | A   | A   | A   | 2R | 1R | 1R | 2R | 1R | F  | QF | SF | 2R | 3R | 3R | 3R | 0 / 12 | 21 – 12  |  |  |  |  |  |  |  |  |  |
| US Open                | A | A   | A   | A   | A  | A  | 2R | 1R | QF | F  | W  | QF | 3R | 3R | QF | 3R | 1 / 10 | 27 – 9   |  |  |  |  |  |  |  |  |  |
|                        |   |     |     |     |    |    |    |    |    |    |    |    |    |    |    |    |        |          |  |  |  |  |  |  |  |  |  |
| Ranking na koniec roku | – | 256 | 543 | 236 | 99 | 71 | 59 | 45 | 14 | 3  | 11 | 15 | 20 | 9  | 5  | 9  | 2 / 42 | 103 – 40 |  |  |  |  |  |  |  |  |  |

### Występy w grze mieszanej
| Australian Open | A | A | A | A | A | A | A  | A  | A  | QF | 2R | 2R | QF | 2R | 1R | QF | 0 / 7  | 9 – 7   |  |  |  |  |  |  |  |  |  |
| French Open     | A | A | A | A | A | A | A  | 2R | A  | 1R | 2R | 1R | 1R | SF | SF | 2R | 0 / 8  | 9 – 8   |  |  |  |  |  |  |  |  |  |
| Wimbledon       | A | A | A | A | A | A | 1R | 1R | 2R | 2R | 2R | 3R | 3R | 3R | 2R | 3R | 0 / 10 | 10 – 10 |  |  |  |  |  |  |  |  |  |
| US Open         | A | A | A | A | A | A | A  | 1R | 1R | 2R | W  | 2R | SF | 2R | 1R | QF | 1 / 9  | 13 – 8  |  |  |  |  |  |  |  |  |  |
|                 |   |   |   |   |   |   |    |    |    |    |    |    |    |    |    |    |        |         |  |  |  |  |  |  |  |  |  |
|                 |   |   |   |   |   |   |    |    |    |    |    |    |    |    |    |    | 1 / 34 | 41 – 33 |  |  |  |  |  |  |  |  |  |

## Finały turniejów WTA
| Legenda                     | Legenda |
| --------------------------- | ------- |
| Wielki Szlem                |         |
| Igrzyska olimpijskie        |         |
| WTA Tour Championships      |         |
| 1988 – 2008                 |         |
| Kategoria I                 |         |
| Kategoria II                |         |
| Kategoria III               |         |
| Kategoria IV                |         |
| Kategoria V                 |         |
| 2009 – 2020                 |         |
| WTA Premier Mandatory       |         |
| WTA Premier 5               |         |
| WTA Premier                 |         |
| WTA International Series    |         |
| WTA 125K series (2012–2020) |         |

### Gra pojedyncza 1 (0–1)
| Końcowy wynik | Nr | Data          | Turniej     | Nawierzchnia | Przeciwniczka     | Wynik finału |
| ------------- | -- | ------------- | ----------- | ------------ | ----------------- | ------------ |
| Finalistka    | 1. | 21 lipca 2013 | Bad Gastein | Ceglana      | Yvonne Meusburger | 5:7, 2:6     |

### Gra podwójna 50 (27–23)
| Końcowy wynik | Nr  | Data                 | Turniej         | Nawierzchnia    | Partnerka           | Przeciwniczki                             | Wynik finału       |
| ------------- | --- | -------------------- | --------------- | --------------- | ------------------- | ----------------------------------------- | ------------------ |
| Zwyciężczyni  | 1.  | 13 maja 2007         | Praga           | Ceglana         | Petra Cetkovská     | Ji Chunmei Sun Shengnan                   | 7:6(7), 6:2        |
| Zwyciężczyni  | 2.  | 4 maja 2008          | Praga           | Ceglana         | Lucie Hradecká      | Jill Craybas Michaëlla Krajicek           | 1:6, 6:3, 10–6     |
| Zwyciężczyni  | 3.  | 20 lipca 2008        | Bad Gastein     | Ceglana         | Lucie Hradecká      | Sesił Karatanczewa Nataša Zorić           | 6:3, 6:3           |
| Zwyciężczyni  | 4.  | 26 lipca 2009        | Bad Gastein     | Ceglana         | Lucie Hradecká      | Tatjana Malek Andrea Petković             | 6:2, 6:4           |
| Zwyciężczyni  | 5.  | 10 stycznia 2010     | Brisbane        | Twarda          | Lucie Hradecká      | Melinda Czink Arantxa Parra Santonja      | 2:6, 7:6(3), 10–4  |
| Finalistka    | 1.  | 20 lutego 2011       | Memphis         | Twarda (hala)   | Lucie Hradecká      | Wolha Hawarcowa Ałła Kudriawcewa          | 3:6, 6:4, 8–10     |
| Zwyciężczyni  | 6.  | 24 kwietnia 2011     | Fez             | Ceglana         | Renata Voráčová     | Nina Bratczikowa Sandra Klemenschits      | 6:3, 6:4           |
| Zwyciężczyni  | 7.  | 21 maja 2011         | Bruksela        | Ceglana         | Galina Woskobojewa  | Klaudia Jans Alicja Rosolska              | 3:6, 6:0, 10–5     |
| Zwyciężczyni  | 8.  | 3 czerwca 2011       | French Open     | Ceglana         | Lucie Hradecká      | Sania Mirza Jelena Wiesnina               | 6:4, 6:3           |
| Finalistka    | 2.  | 16 lipca 2011        | Palermo         | Ceglana         | Klára Zakopalová    | Sara Errani Roberta Vinci                 | 5:7, 1:6           |
| Zwyciężczyni  | 9.  | 7 stycznia 2012      | Auckland        | Twarda          | Lucie Hradecká      | Julia Görges Flavia Pennetta              | 6:7(2), 6:2, 10–7  |
| Zwyciężczyni  | 10. | 26 lutego 2012       | Memphis         | Twarda (hala)   | Lucie Hradecká      | Wiera Duszewina Wolha Hawarcowa           | 6:3, 6:4           |
| Finalistka    | 3.  | 6 lipca 2012         | Wimbledon       | Trawiasta       | Lucie Hradecká      | Serena Williams Venus Williams            | 5:7, 4:6           |
| Finalistka    | 4.  | 5 sierpnia 2012      | Londyn          | Trawiasta       | Lucie Hradecká      | Serena Williams Venus Williams            | 4:6, 4:6           |
| Zwyciężczyni  | 11. | 19 sierpnia 2012     | Cincinnati      | Twarda          | Lucie Hradecká      | Katarina Srebotnik Zheng Jie              | 6:1, 6:3           |
| Finalistka    | 5.  | 25 sierpnia 2012     | New Haven       | Twarda          | Lucie Hradecká      | Liezel Huber Lisa Raymond                 | 6:4, 0:6, 4–10     |
| Finalistka    | 6.  | 9 września 2012      | US Open         | Twarda          | Lucie Hradecká      | Sara Errani Roberta Vinci                 | 4:6, 2:6           |
| Zwyciężczyni  | 12. | 21 października 2012 | Luksemburg      | Twarda (hala)   | Lucie Hradecká      | Irina-Camelia Begu Monica Niculescu       | 6:3, 6:4           |
| Finalistka    | 7.  | 28 października 2012 | Stambuł         | Twarda (hala)   | Lucie Hradecká      | Marija Kirilenko Nadieżda Pietrowa        | 1:6, 4:6           |
| Finalistka    | 8.  | 3 lutego 2013        | Paryż           | Twarda (hala)   | Liezel Huber        | Sara Errani Roberta Vinci                 | 1:6, 1:6           |
| Finalistka    | 9.  | 7 kwietnia 2013      | Charleston      | Ceglana         | Liezel Huber        | Kristina Mladenovic Lucie Šafářová        | 3:6, 6:7(6)        |
| Zwyciężczyni  | 13. | 14 lipca 2013        | Budapeszt       | Ceglana         | Lucie Hradecká      | Nina Bratczikowa Ana Tatiszwili           | 6:4, 6:1           |
| Zwyciężczyni  | 14. | 7 września 2013      | US Open         | Twarda          | Lucie Hradecká      | Ashleigh Barty Casey Dellacqua            | 6:7(4), 6:1, 6:4   |
| Finalistka    | 10. | 15 września 2013     | Québec          | Twarda (hala)   | Lucie Hradecká      | Ałła Kudriawcewa Anastasija Rodionowa     | 4:6, 3:6           |
| Finalistka    | 11. | 14 września 2014     | Québec          | Dywanowa (hala) | Julia Görges        | Lucie Hradecká Mirjana Lučić-Baroni       | 3:6, 6:7(8)        |
| Zwyciężczyni  | 15. | 5 października 2014  | Pekin           | Twarda          | Peng Shuai          | Cara Black Sania Mirza                    | 6:4, 6:4           |
| Finalistka    | 12. | 28 lutego 2015       | Acapulco        | Twarda          | Lucie Hradecká      | Lara Arruabarrena María-Teresa Torró-Flor | 6:7(2), 7:5, 11–13 |
| Finalistka    | 13. | 21 czerwca 2015      | Birmingham      | Trawiasta       | Lucie Hradecká      | Garbiñe Muguruza Carla Suárez Navarro     | 4:6, 4:6           |
| Finalistka    | 14. | 18 października 2015 | Linz            | Twarda (hala)   | Lucie Hradecká      | Raquel Kops-Jones Abigail Spears          | 3:6, 5:7           |
| Finalistka    | 15. | 29 stycznia 2016     | Australian Open | Twarda          | Lucie Hradecká      | Martina Hingis Sania Mirza                | 6:7(1), 3:6        |
| Zwyciężczyni  | 16. | 29 kwietnia 2016     | Praga           | Ceglana         | Margarita Gasparian | Paula Kania María Irigoyen                | 6:4, 6:2           |
| Zwyciężczyni  | 17. | 12 czerwca 2016      | Nottingham      | Trawiasta       | Peng Shuai          | Gabriela Dabrowski Yang Zhaoxuan          | 7:5, 3:6, 10–7     |
| Zwyciężczyni  | 18. | 18 września 2016     | Québec          | Dywanowa (hala) | Lucie Hradecká      | Ałła Kudriawcewa Aleksandra Panowa        | 7:6(2), 7:6(2)     |
| Zwyciężczyni  | 19. | 22 października 2016 | Moskwa          | Twarda (hala)   | Lucie Hradecká      | Darja Gawriłowa Darja Kasatkina           | 4:6, 6:0, 10–7     |
| Zwyciężczyni  | 20. | 7 stycznia 2017      | Shenzhen        | Twarda          | Peng Shuai          | Raluca Olaru Olha Sawczuk                 | 6:1, 7:5           |
| Finalistka    | 16. | 27 stycznia 2017     | Australian Open | Twarda          | Peng Shuai          | Bethanie Mattek-Sands Lucie Šafářová      | 7:6(4), 3:6, 3:6   |
| Finalistka    | 17. | 25 lutego 2017       | Dubaj           | Twarda          | Peng Shuai          | Jekatierina Makarowa Jelena Wiesnina      | 2:6, 6:4, 7–10     |
| Zwyciężczyni  | 21. | 5 maja 2017          | Rabat           | Ceglana         | Tímea Babos         | Nina Stojanović Maryna Zanewśka           | 2:6, 6:3, 10–5     |
| Finalistka    | 18. | 13 maja 2017         | Madryt          | Ceglana         | Tímea Babos         | Chan Yung-jan Martina Hingis              | 4:6, 3:6           |
| Zwyciężczyni  | 22. | 17 września 2017     | Québec          | Dywanowa (hala) | Tímea Babos         | Bianca Andreescu Carson Branstine         | 6:3, 6:1           |
| Zwyciężczyni  | 23. | 30 września 2017     | Taszkent        | Twarda          | Tímea Babos         | Nao Hibino Oksana Kalasznikowa            | 7:5, 6:4           |
| Finalistka    | 19. | 8 października 2017  | Pekin           | Twarda          | Tímea Babos         | Chan Yung-jan Martina Hingis              | 1:6, 4:6           |
| Zwyciężczyni  | 24. | 20 października 2017 | Moskwa          | Twarda (hala)   | Tímea Babos         | Nicole Melichar Anna Smith                | 6:2, 3:6, 10–3     |
| Zwyciężczyni  | 25. | 29 października 2017 | Singapur        | Twarda (hala)   | Tímea Babos         | Kiki Bertens Johanna Larsson              | 4:6, 6:4, 10–5     |
| Finalistka    | 20. | 12 stycznia 2018     | Sydney          | Twarda          | Latisha Chan        | Gabriela Dabrowski Xu Yifan               | 3:6, 1:6           |
| Finalistka    | 21. | 20 maja 2018         | Rzym            | Ceglana         | Barbora Strýcová    | Ashleigh Barty Demi Schuurs               | 3:6, 4:6           |
| Zwyciężczyni  | 26. | 25 sierpnia 2018     | New Haven       | Twarda          | Barbora Strýcová    | Hsieh Su-wei Laura Siegemund              | 6:4, 6:7(7), 10–4  |
| Finalistka    | 22. | 22 września 2018     | Tokio           | Twarda (hala)   | Barbora Strýcová    | Miyu Katō Makoto Ninomiya                 | 4:6, 4:6           |
| Finalistka    | 23. | 29 września 2018     | Wuhan           | Twarda          | Barbora Strýcová    | Elise Mertens Demi Schuurs                | 3:6, 3:6           |
| Zwyciężczyni  | 27. | 7 października 2018  | Pekin           | Twarda          | Barbora Strýcová    | Gabriela Dabrowski Xu Yifan               | 4:6, 6:4, 10–8     |

### Gra mieszana 1 (1–0)
| Końcowy wynik | Nr | Data            | Turniej | Nawierzchnia | Partner    | Przeciwnicy                      | Wynik finału |
| ------------- | -- | --------------- | ------- | ------------ | ---------- | -------------------------------- | ------------ |
| Zwyciężczyni  | 1. | 6 września 2013 | US Open | Twarda       | Maks Mirny | Abigail Spears Santiago González | 7:6(5), 6:3  |

## Występy w Turnieju Mistrzyń

### W grze podwójnej
| Rok  | Rezultat    | Partnerka        | Przeciwniczki                         | Wynik          |
| 2012 | Finał       | Lucie Hradecká   | Marija Kirilenko Nadieżda Pietrowa    | 1:6, 4:6       |
| 2015 | Półfinał    | Lucie Hradecká   | Garbiñe Muguruza Carla Suárez Navarro | 6:7(6), 0:6    |
| 2016 | Ćwierćfinał | Lucie Hradecká   | Jekatierina Makarowa Jelena Wiesnina  | 2:6, 5:7       |
| 2017 | Zwycięstwo  | Tímea Babos      | Kiki Bertens Johanna Larsson          | 4:6, 6:4, 10–5 |
| 2018 | Półfinał    | Barbora Strýcová | Barbora Krejčíková Kateřina Siniaková | 3:6, 2:6       |

## Występy w igrzyskach olimpijskich

### Gra podwójna
| Runda                                                                           | Partnerka          | Przeciwniczki                                       | Wynik            |
| ------------------------------------------------------------------------------- | ------------------ | --------------------------------------------------- | ---------------- |
|                                                                                 |                    |                                                     |                  |
| Letnie Igrzyska Olimpijskie w Londynie 2012, reprezentując państwo Czechy       |                    |                                                     |                  |
| I runda                                                                         | Lucie Hradecká [4] | Węgry: Tímea Babos / Ágnes Szávay                   | 6:1, 6:7(5), 6:2 |
| II runda                                                                        | Lucie Hradecká [4] | Chiny: Li Na / Zhang Shuai                          | 6:3, 6:1         |
| Ćwierćfinał                                                                     | Lucie Hradecká [4] | Chińskie Tajpej: Chuang Chia-jung / Hsieh Su-wei    | 6:3, 6:4         |
| Półfinał                                                                        | Lucie Hradecká [4] | Stany Zjednoczone: Liezel Huber / Lisa Raymond [1]  | 6:1, 7:6(2)      |
| O złoty medal                                                                   | Lucie Hradecká [4] | Stany Zjednoczone: Serena Williams / Venus Williams | 4:6, 4:6         |
|                                                                                 |                    |                                                     |                  |
| Letnie Igrzyska Olimpijskie w Rio de Janeiro 2016, reprezentując państwo Czechy |                    |                                                     |                  |
| I runda                                                                         | Lucie Hradecká [6] | Ukraina: Olha Sawczuk / Elina Switolina             | 7:6(1), 1:6, 6:4 |
| II runda                                                                        | Lucie Hradecká [6] | Chiny: Peng Shuai / Zhang Shuai                     | 6:4, 6:4         |
| Ćwierćfinał                                                                     | Lucie Hradecká [6] | Rosja: Darja Kasatkina / Swietłana Kuzniecowa       | 6:1, 4:6, 7:5    |
| Półfinał                                                                        | Lucie Hradecká [6] | Szwajcaria: Timea Bacsinszky / Martina Hingis [5]   | 7:5, 6:7(3), 2:6 |
| O brązowy medal                                                                 | Lucie Hradecká [6] | Czechy: Lucie Šafářová / Barbora Strýcová           | 5:7, 1:6         |